# Lütau
Lütau ist eine Gemeinde im Kreis Herzogtum Lauenburg in Schleswig-Holstein.

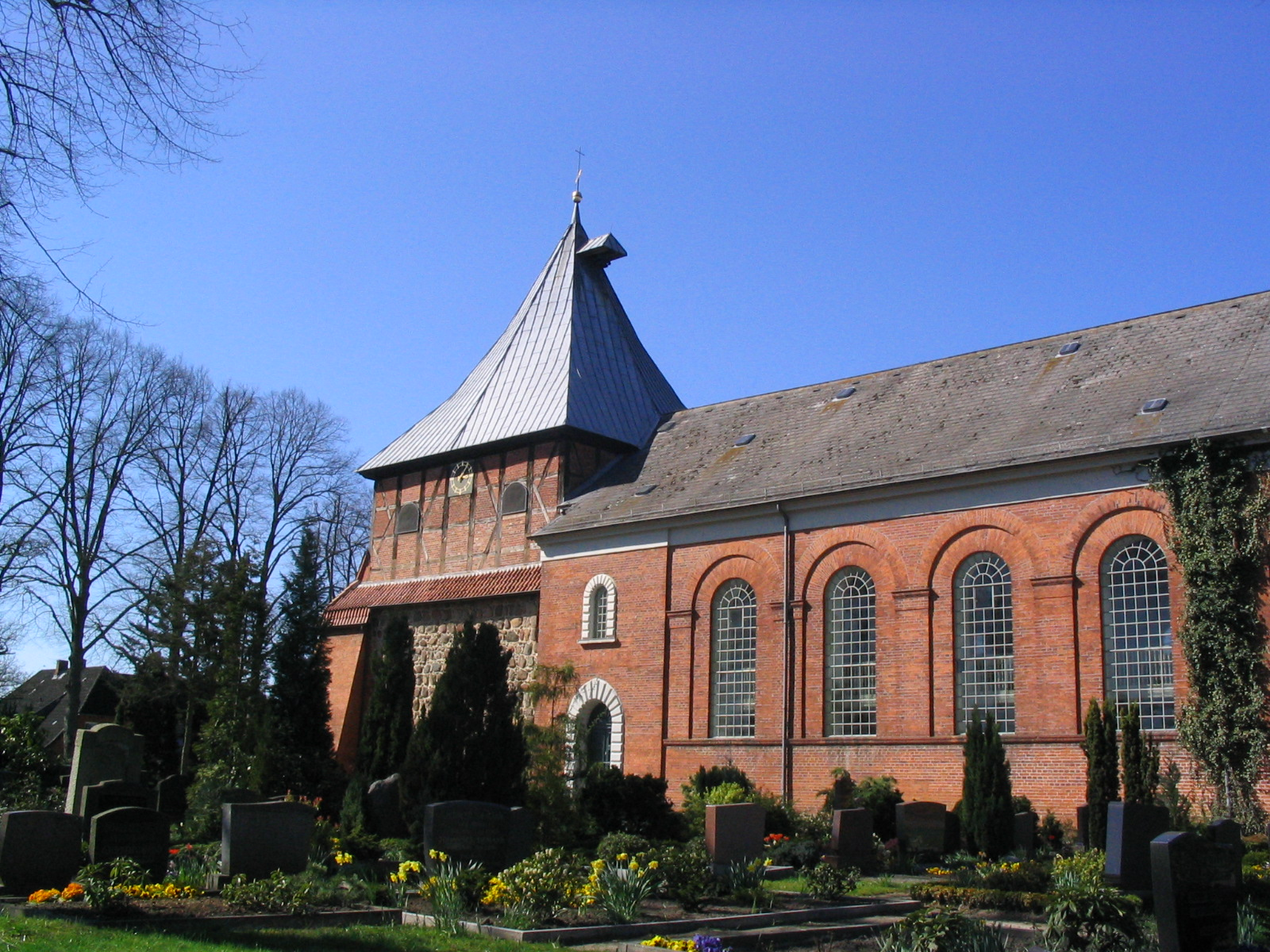
Die Kirche in Lütau

## Geographie

### Lage und Gliederung
Das Gemeindegebiet von Lütau erstreckt sich im Bereich des Naturraums Lauenburger Geest (Haupteinheit Nr. 697) an den Bachläufen der Linau und Flassbek.
Die Gemeinde besteht aus dem namensgebenden Kirchdorf als einzigem amtlich festgestellten Wohnplatz.

### Nachbargemeinden
Unmittelbar angrenzende Gemeindegebiete von Lütau sind:
|                    | Wangelau                                    | Witzeeze |
| Gülzow             | Kompassrose, die auf Nachbargemeinden zeigt | Basedow  |
| Juliusburg, Krüzen | Buchhorst                                   |          |

## Geschichte
Das Dorf Lütau in der Sadelbande wurde im Ratzeburger Zehntregister von 1230 zum ersten Mal urkundlich erwähnt.
Aus der Eintragung im Zehntregister von 1230 des Bischofs Gottschalk von Ratzeburg (1229–1235) geht hervor, dass die Pfarrei und das deutsche Dorf Lütau bereits vor 1164 bestanden. Es ist vermerkt, dass Lütau von dem Grafen Reinhold zehntbar gemacht worden sei. Nachdem dieser Graf Reinhold im Jahre 1164 in der Schlacht bei Demmin gefallen war, sei der Zehnte von Lütau frei für den Bischof geworden.
Lütau wurde planmäßig angelegt von deutschen Siedlern, als diese in der Kolonisationszeit des 12. Jahrhunderts das Gebiet der Polaben besetzten. Allerdings gibt es Hinweise darauf, dass Lütau viel älter ist. So deutet der ursprüngliche Name (Lutowe) auf seine Gründung durch einen slawischen Bauern hin, der der Ansiedlung seinen Namen (oder Spitznamen) gab. Lutowe oder auch altpolabisch *L'utov kann etwas frei mit „Ort des L'ut“ oder „Dorf des wilden Mannes“ übersetzt werden.
Die Forschung hält es für möglich, dass das ursprüngliche slawische Dorf Lütau vor der Kolonisationszeit an der Stelle lag, die in der Flurkarte Lütau aus dem Jahre 1722 als „vor dem Wendfeld“ bezeichnet wird und die sich nördlich der Linau an der Wangelauer Scheide, unmittelbar neben der Flur „Up dem olden Felde“ befindet. Daneben wird in der Forschung auch eine Entstehung des Wendfeldes als eigene Siedlung für die aus ihrem alten Dorf ausgesiedelten Slawen erst in deutscher Zeit in Erwägung gezogen.
Nach Bildung der Ämter 1948 war Lütau bis zur Bildung einer Verwaltungsgemeinschaft mit der Stadt Lauenburg/Elbe 1969 Sitz des Amtes Lütau.

## Politik

### Gemeindevertretung
Von den neun Sitzen in der Gemeindevertretung hat die Wählergemeinschaft WGL seit der Kommunalwahl 2023 neun Sitze und stellt den Bürgermeister.
Die Lütauer Bürgervereinigung (LBV) hat sich 2023 aufgelöst.

### Wappen
Blasonierung: „In Grün ein viereckiger goldener Kirchturm, bestehend aus einem breiten, sich verjüngenden steinernen Unterbau mit gotischem Portal und Pultdach und einem Fachwerkoberbau mit Zeltdach. Links neben dem Oberbau schwebend eine aufrechte silberne Hacke.“

## Wirtschaft und Infrastruktur
Die Versorgung der Gemeinde mit Trinkwasser und Erdgas obliegt den Stadtwerken Lauenburg; das Abwasser wird in einer Anlage der Kommune geklärt.
Gemeinsam mit der Gemeinde Wangelau betreibt Lütau einen Kindergarten.
Ca. 200 Schüler aus den dem Schulverband Lütau angehörigen Gemeinden besuchen die Grundschule Lütau. Viele Schüler der aufgelösten Grund- und Hauptschule Gülzow wechselten im Jahre 2009 zur Grundschule Lütau. Im Zuge der Schleswig-Holsteinischen Schulreform ist die Hauptschule in Lütau ausgelaufen.
In Lütau gibt es noch gut zehn landwirtschaftliche Vollerwerbsbetriebe. Auch sind kleine Handwerks- und Gewerbebetriebe sowie ein Lebensmittelgroßhandel, ein Hersteller von Haushaltswaren und eine Süßmosterei, deren Produkte bundesweit vertrieben werden, ansässig.
Durch das Gemeindegebiet von Lütau verläuft die Bundesstraße 209 zwischen Schwarzenbek und Lauenburg.

## Kultur und Sehenswürdigkeiten
Das kulturelle Leben im Ort wird hauptsächlich von den örtlichen Vereinen (Freiwillige Feuerwehr, Sportverein SpVgg. Lütau und Schützenverein) bestimmt.
In der Liste der Kulturdenkmale in Lütau stehen die in der Denkmalliste des Landes Schleswig-Holstein eingetragenen Kulturdenkmale.
Das seit dem Jahr 2000 auf dem historischen Annenhof bestehende Zugpferdemuseum befasst sich mit der Kulturgeschichte des Arbeitspferdes.

## Mit Lütau verbundene Persönlichkeiten
- Oliver Brandt (* 1967), Politiker (Bündnis 90/Die Grünen), lebt in Lütau